# Kanayi Kunhiraman

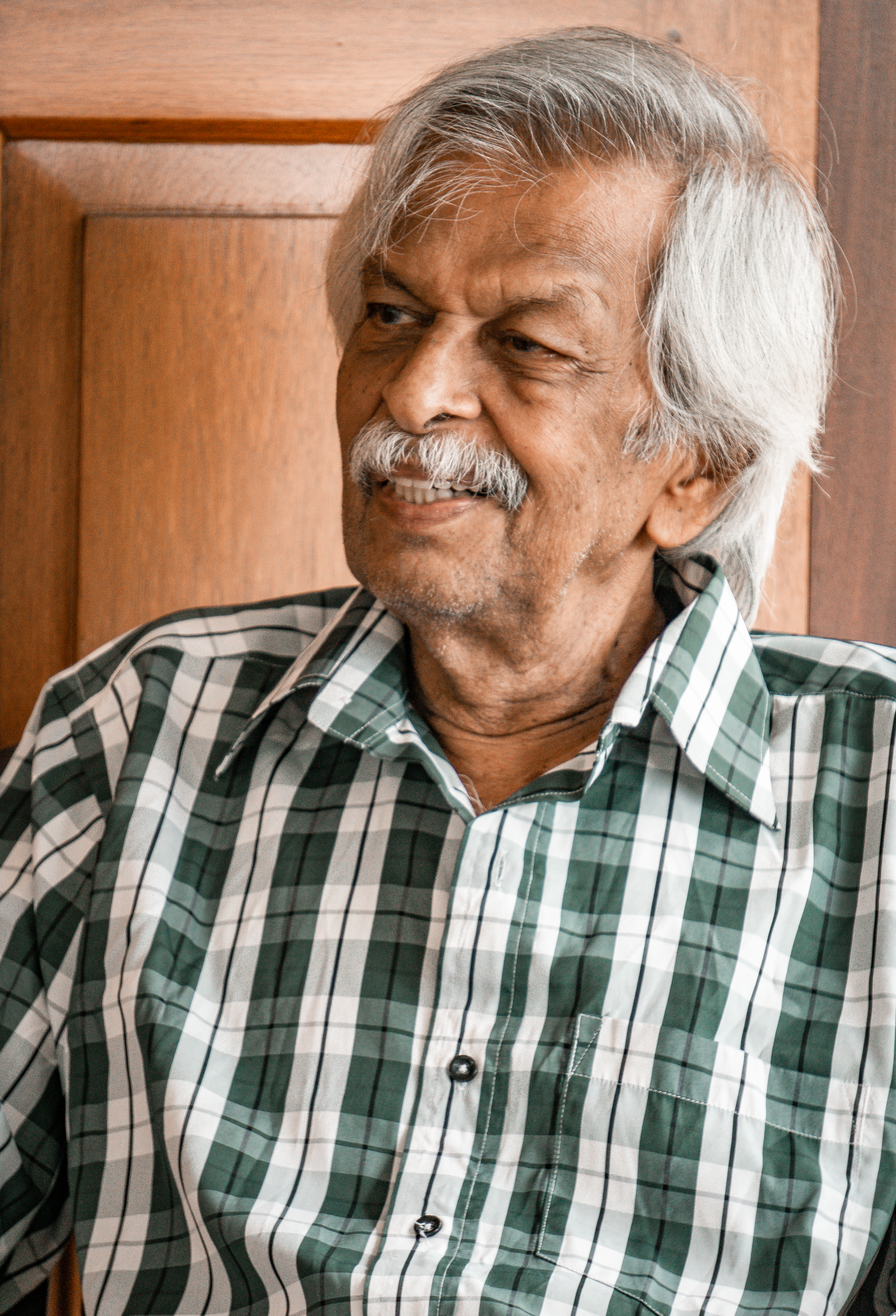
Im August 2021

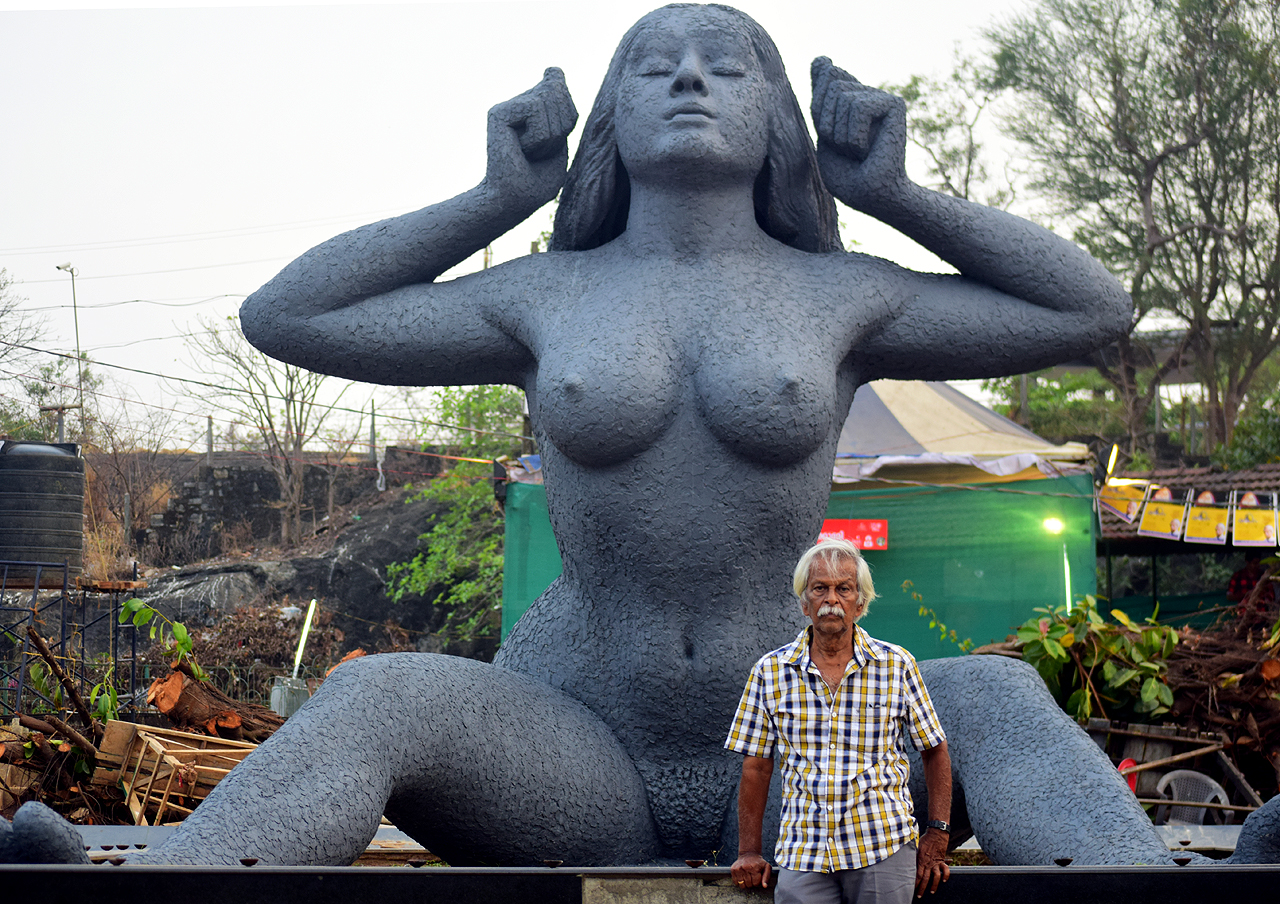
Yakshi von 1969 und der Künstler aufgenommen 2019

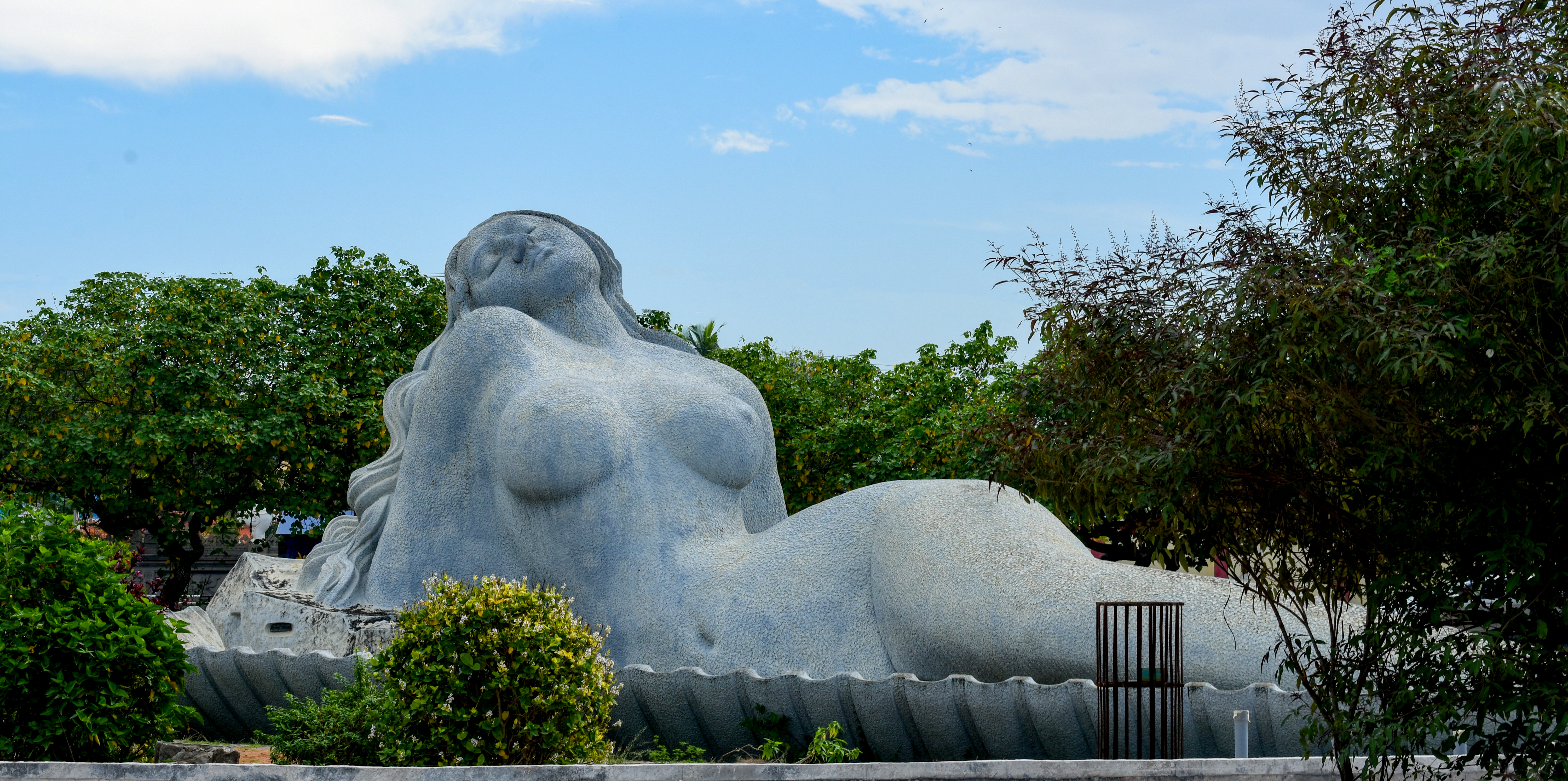
Sagarakanyaka (Meerjungfrau) in Thiruvananthapuram

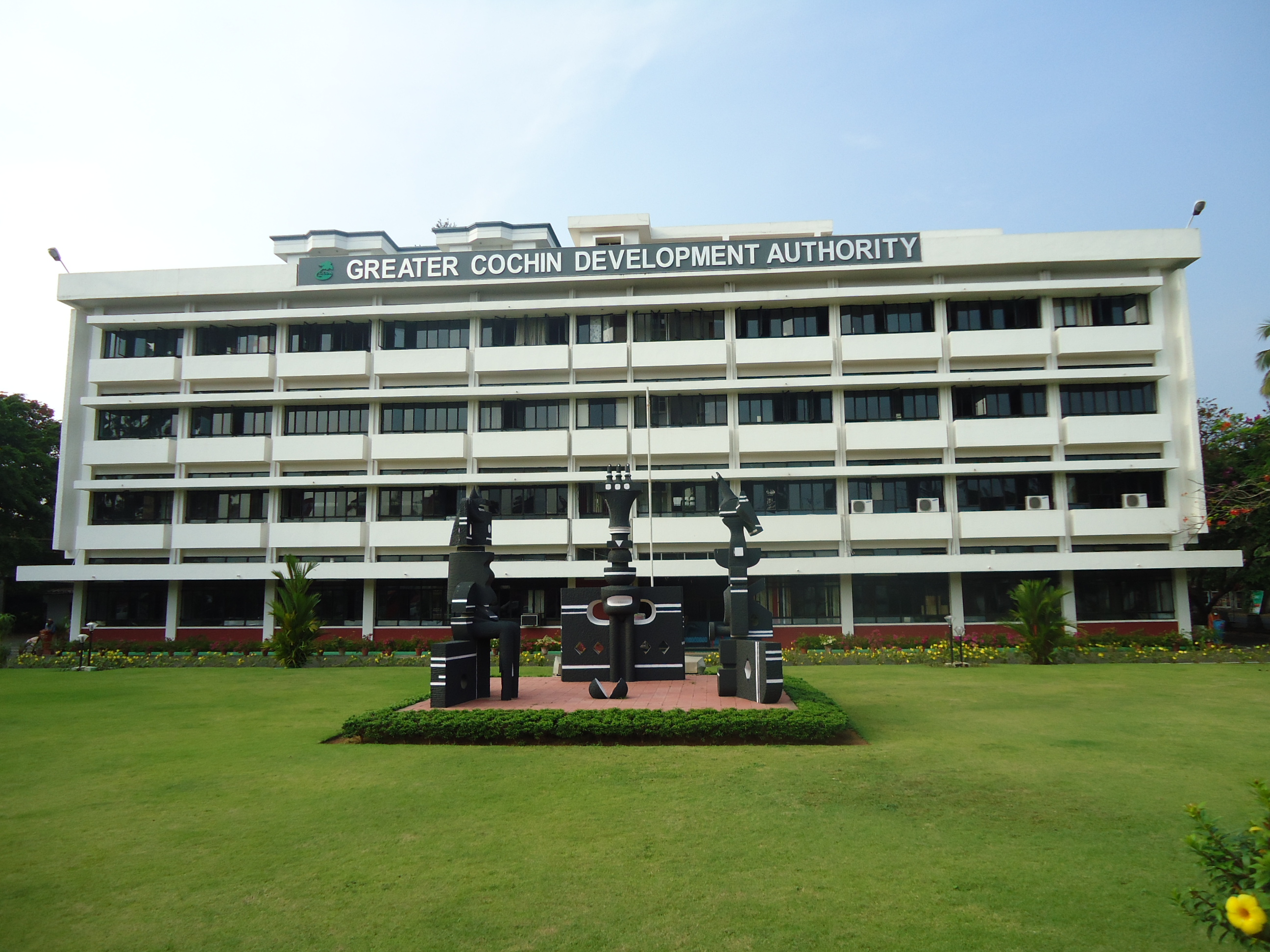
Mukkola Perumal in Kochi

Kanayi Kunhiraman (Malayalam: കാനായി കുഞ്ഞിരാമൻ; geb. 25. Juli 1937 im Hosdurg Taluk im Norden von Kerala, Britisch-Indien) ist ein indischer Bildhauer, der vor allem für seine überlebensgroßen Skulpturen bekannt ist.
Kunhiram schloss seine Schulausbildung 1957 mit dem SSLC in Nileshwaram ab. Nachdem er an dieser Schule ermutigt wurde, eine künstlerische Laufbahn anzustreben, verließ er sein Elternhaus, um in Chennai am Government College of Fine Arts Bildhauerei zu studieren. Er schloss dieses erste Studium 1960 ab. In Chennai arbeitete er dann am Ethiraj College for Women. 1962 erhielt er das Government of India cultural Scholarship Stipendium, um weiter am Government College of Crafts and Arts zu studieren. 1965 erhielt er ein Stipendium vom Commonwealth Scholarship and Fellowship Plan. Das ermöglichte ihm, nach England an die Slade School of Fine Art zu gehen, um dort für drei Jahre bis zu seinem Abschluss 1968 zu studieren. Während er sich am Anfang seiner Ausbildung noch auf Malerei und Gravur konzentrierte, verlegte er seinen Fokus bald auf die Bildhauerei, der er treu bleiben sollte. Er war ab 1976 Leiter des Department of Sculpture am College of Fine Arts Thiruvananthapuram und wurde 1987 Rektor der Schule.
Viele seiner bekannten Werke wie z. B. die Yakshi im Malampuzha dam Garden von 1969 sind aus Beton gearbeitet und in seiner Heimat in Kerala im öffentlichen Raum aufgestellt. Sein Werk umfasst sowohl realistische als auch abstrakte Darstellungen.